# Achtste Kruistocht
De Achtste Kruistocht is gestart door Lodewijk IX van Frankrijk in 1270. De Achtste Kruistocht wordt ook wel als de zevende geteld, als de Vijfde Kruistocht en de Zesde Kruistocht als één enkele geteld worden.

## Aanleiding
Door de aanvallen van de Mammelukse sultan Baibars op het restant van de kruisvaarderstaten in Syrië werd besloten om deze kruistocht te ondernemen. In 1265 had Baibars de steden Nazareth, Haifa, Toron en Arsuf veroverd.
In 1267 deed Lodewijk IX een oproep rondgaan door Europa voor deelnemers en fondsen. In eerste instantie was er weinig animo om deel te nemen aan deze kruistocht.

## Verloop
Ten slotte voer Lodewijk vanuit Sicilië naar Tunis aan de Afrikaanse kust in juli 1270, wat als een ongunstig jaargetijde werd beschouwd. Tijdens de belegering van Tunis werd een groot deel van zijn leger ziek als gevolg van het slechte drinkwater, en op 25 augustus overleed Lodewijk zelf. Eén dag voordat Lodewijk overleed, arriveerde zijn broer, Karel van Anjou, in het legerkamp. Deze riep de zoon van Lodewijk, Filips, uit tot nieuwe koning. Aangezien deze nog te jong was om de kruistocht verder te leiden, besloot Karel dit zelf te doen.
Karel slaagde er niet in de stad Tunis te doen vallen.

## Afloop
Door allerlei ziektes verzwakte de legermacht snel. Lodewijk IX overleed zelf aan pest, dysenterie of tyfus in Tunis op 25 augustus 1270 en werd na zijn dood teruggebracht naar Lyon en daar bijgezet in de cathédrale Saint-Jean-Baptiste-et-Saint-Étienne. Op 30 oktober 1270 werd een overeenkomst gesloten met de sultan van Tunis. Hierin kregen de christenen handelsrechten met de stad en mochten er zich monniken en priesters vestigen.
Nadat het beleg was afgeblazen sloot Karel zich met zijn legermacht aan bij koning Eduard I van Engeland om Akko in Syrië tegen Baibars te verdedigen. Deze kruistocht wordt de Negende Kruistocht genoemd.